# Pierpaolo De Negri
Pierpaolo De Negri (* 5. Juni 1986 in Genua) ist ein ehemaliger italienischer Radrennfahrer.

## Sportlicher Werdegang
De Negri gewann 2008 das Eintagesrennen Firenze-Empoli, ein Wettbewerb des nationalen italienischen Radsportkalenders. Beim internationalen Giro del Casentino konnte auf Basis der Zielfotos nicht festgestellt werden, ob er oder Simone Ponzi die Ziellinie im Sprint einer etwa zwanzigköpfigen Spitzengruppe zuerst überquerte, weshalb beide Fahrer als Sieger gewertet wurden.
Im Jahr 2009 wurde De Negri Profi beim italienischen Professional Continental Team ISD-Neri. Seinen bis dahin größten Karriereerfolg gelang ihm 2012 als Sprintsieger der Trofeo Matteotti. In den folgenden Jahren gewann er u. a. zwei Etappen  der Japan-Rundfahrt.
Im Februar 2018 wurde durch die UCI De Negri vorläufig suspendiert, nachdem ihm bei einem Dopingtest vom 21. Dezember 2017 anabole Steroide nachgewiesen worden waren. Im November 2019 erfolgte die Festsetzung einer Vierjahressperre mit Wirkung ab dem 7. Februar 2018.

## Erfolge
2008
- Giro del Casentino

2012
- Trofeo Matteotti

2013
- eine Etappe Tour of Japan

2014
- eine Etappe Circuit des Ardennes
- eine Etappe Tour of Japan

2015
- eine Etappe Slowenien-Rundfahrt

2016
- eine Etappe und Punktewertung Tour de Hokkaidō

## Grand-Tour-Platzierungen
| Grand Tour            | 2012 | 2013 | 2014 | 2015 | 2016 | 2017 |
| --------------------- | ---- | ---- | ---- | ---- | ---- | ---- |
| Giro d’ItaliaGiro     | 120  | –    | –    | 108  | –    | –    |
| Tour de FranceTour    | –    | –    | –    | –    | –    | –    |
| Vuelta a EspañaVuelta | –    | –    | –    | –    | –    | –    |

## Teams
- 2009 ISD-Neri
- 2010 ISD-Neri
- 2011 Farnese Vini-Neri Sottoli
- 2012 Farnese Vini-Selle Italia
- 2013 Vini Fantini-Selle Italia
- 2014 Vini Fantini Nippo
- 2015 Nippo-Vini Fantini
- 2016 Nippo-Vini Fantini
- 2017 Nippo-Vini Fantini
- 2018 MsTina-Focus